# レス・ファーディナンド
レスリー・"レス"・ファーディナンド MBE（Leslie "Les" Ferdinand MBE, 1966年12月8日 - ）は、イングランド・アクトン出身の元サッカー選手。元イングランド代表。現役時代のポジションはフォワード。

## 経歴
キャリア初期はQPRに所属。出場機会に恵まれず3部やトルコのチームにレンタルされていたが、徐々にレギュラーに定着。プレミアリーグ元年の1992-93シーズンには20ゴールを挙げ、この後2シーズンで合計40ゴールを記録。リーグトップレベルのFWとなり、イングランド代表に選出される。
1995年にニューカッスルに移籍。僅か2シーズンの在籍だったがここでもエースとして活躍し、2シーズン合計で41ゴール、7試合連続ゴールを記録した。25ゴールを挙げた1995-96シーズンにはPFA年間最優秀選手賞を受賞している。
1997年にはトッテナム・ホットスパーに移籍。マンチェスター・ユナイテッドに移籍したエーステディ・シェリンガムの後釜として期待されるものの怪我の影響もありゴール数は伸び悩んだ。1998-99シーズンにキャリア唯一のチームタイトルとなるリーグカップ優勝を経験、2001年12月のフラム戦でプレミアリーグ通算10,000ゴールとなるメモリアルゴールを決めている。
トッテナムに5年半在籍した後、2003年1月より当時降格危機にあったウェストハムに移籍。古巣トッテナム戦で移籍後初ゴールを決めたが、それを含め2ゴールに止まりウェストハムの降格を食い止めることは出来なかった。この後移籍したレスター・シティでは37歳という高齢ながら12ゴールを決める活躍を見せた。2004年よりボルトン・ワンダラーズに移籍。前シーズンとは打って変わり僅か1ゴールのみに止まったが、このゴールによりプレミアリーグの6つの異なるチームで得点を記録した初めての選手となった。2005年に大英帝国勲章を受勲。ボルトンを離れた後は下部リーグのレディング、ワトフォードを渡り歩いた後、40歳で引退した。
イングランド代表には1993年に初選出され、デビュー戦で初ゴールを決める。シアラー、シェリンガムなど強力なライバルの後塵を拝しレギュラー獲得には至らなかったものの、EURO96、ワールドカップフランス大会のメンバーに選出されている。
リオ・ファーディナンドとは従兄弟の関係に当たる。

## 代表歴

### 出場大会
- イングランド代表
  - 1998 FIFAワールドカップ

### 試合数
- 国際Aマッチ 17試合 5得点（1993年-1998年）[1]

| イングランド代表 | 国際Aマッチ | 国際Aマッチ |
| 年               | 出場        | 得点        |
| ---------------- | ----------- | ----------- |
| 1993             | 6           | 3           |
| 1994             | 1           | 0           |
| 1995             | 1           | 0           |
| 1996             | 4           | 2           |
| 1997             | 2           | 0           |
| 1998             | 3           | 0           |
| 通算             | 17          | 5           |